# Bedenac
Bédenac redirige ici.
Bedenac [bedənak], localement nommée Bédenac, est une commune du Sud-Ouest de la France, située dans le département de la Charente-Maritime (région Nouvelle-Aquitaine).
Ses habitants sont appelés les Bedenacais.
Bedenac fait partie depuis 2011 de l'aire urbaine de Bordeaux.

## Géographie

### Localisation
Commune rurale et fortement forestière située dans le canton des Trois Monts.

### Communes limitrophes
Les communes limitrophes sont  Bussac-Forêt, Clérac, Lapouyade, Laruscade et Montlieu-la-Garde.
|              | Montlieu-la-Garde   |                     |
| Bussac-Forêt | Bedenac             | Clérac              |
|              | Laruscade (Gironde) | Lapouyade (Gironde) |

### Hydrographie

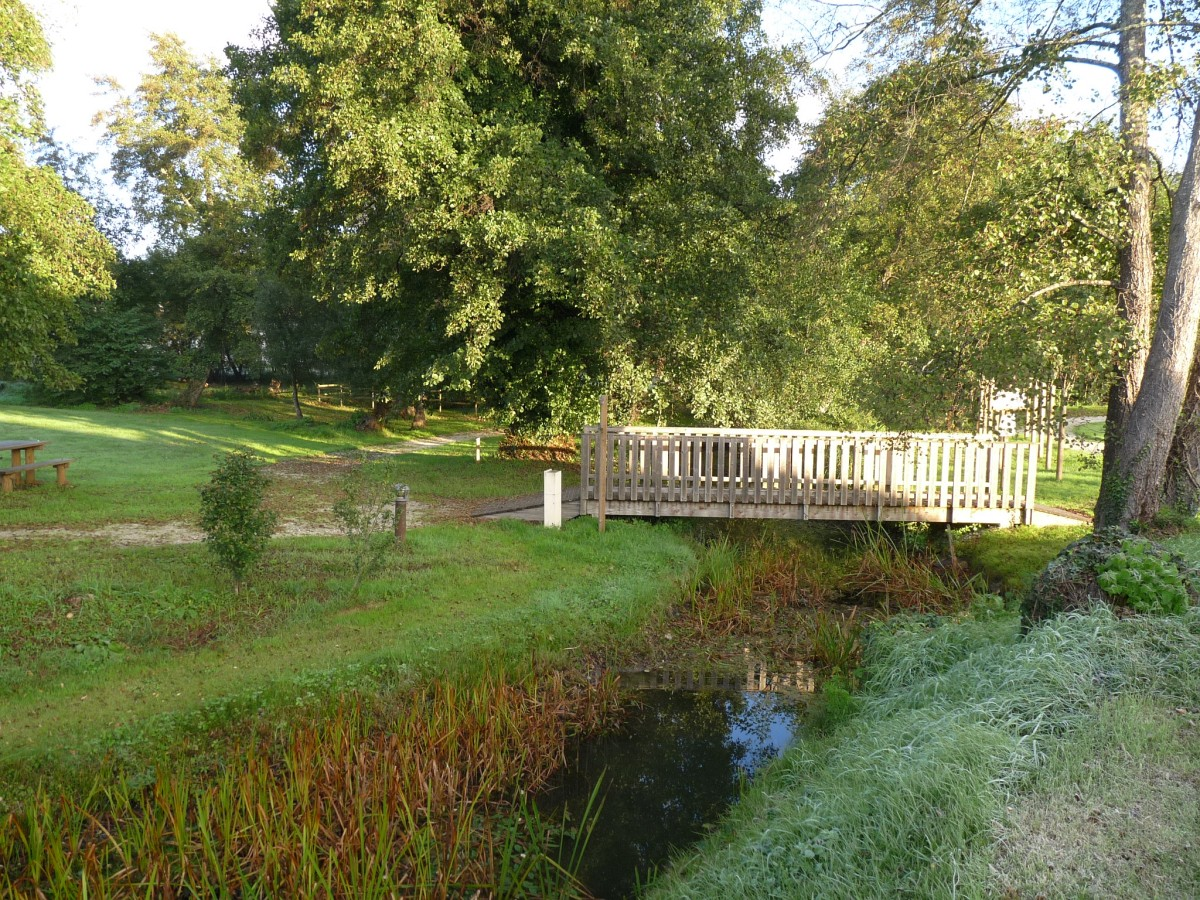
Le Meudon traversant le bourg.

Le Meudon traverse la commune et le bourg. Se dirigeant vers le sud, c'est un affluent de la Saye, elle-même affluent de l'Isle et donc de la Dordogne.

## Urbanisme

### Typologie
Au 1er janvier 2024, Bedenac est catégorisée commune rurale à habitat dispersé, selon la nouvelle grille communale de densité à 7 niveaux définie par l'Insee en 2022.
Elle est située hors unité urbaine. Par ailleurs la commune fait partie de l'aire d'attraction de Bordeaux, dont elle est une commune de la couronne,. Cette aire, qui regroupe 275 communes, est catégorisée dans les aires de 700 000 habitants ou plus (hors Paris),.

### Occupation des sols

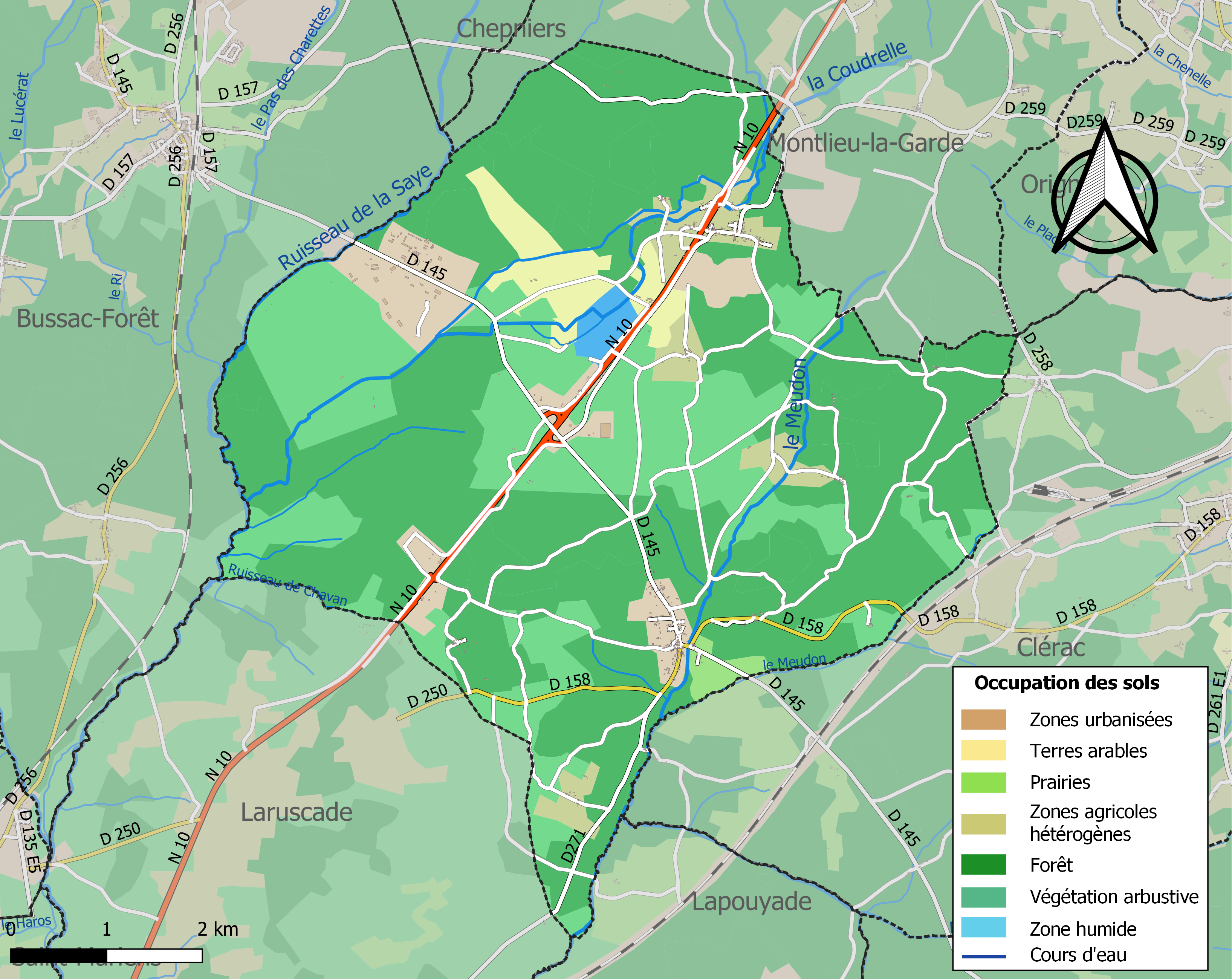
Carte des infrastructures et de l'occupation des sols de la commune en 2018 (CLC).

L'occupation des sols de la commune, telle qu'elle ressort de la base de données européenne d’occupation biophysique des sols Corine Land Cover (CLC), est marquée par l'importance des forêts et milieux semi-naturels (84,5 % en 2018), en augmentation par rapport à 1990 (83,3 %). La répartition détaillée en 2018 est la suivante : 
forêts (59,4 %), milieux à végétation arbustive et/ou herbacée (25,1 %), zones industrielles ou commerciales et réseaux de communication (4,5 %), zones agricoles hétérogènes (4,1 %), terres arables (3,4 %), zones urbanisées (1,1 %), mines, décharges et chantiers (0,8 %), prairies (0,8 %), eaux continentales (0,8 %). L'évolution de l’occupation des sols de la commune et de ses infrastructures peut être observée sur les différentes représentations cartographiques du territoire : la carte de Cassini (XVIIIe siècle), la carte d'état-major (1820-1866) et les cartes ou photos aériennes de l'IGN pour la période actuelle (1950 à aujourd'hui).

### Risques majeurs
Le territoire de la commune de Bedenac est vulnérable à différents aléas naturels : météorologiques (tempête, orage, neige, grand froid, canicule ou sécheresse), inondations, feux de forêts, mouvements de terrains et séisme (sismicité faible). Il est également exposé à un risque technologique, le transport de matières dangereuses. Un site publié par le BRGM permet d'évaluer simplement et rapidement les risques d'un bien localisé soit par son adresse soit par le numéro de sa parcelle.

#### Risques naturels
Certaines parties du territoire communal sont susceptibles d’être affectées par le risque d’inondation par débordement de cours d'eau, notamment le Ruisseau de la Saye, la Coudrelle et le Meudon. La commune a été reconnue en état de catastrophe naturelle au titre des dommages causés par les inondations et coulées de boue survenues en 1982, 1999 et 2010,.
Bedenac est exposée au risque de feu de forêt du fait de la présence sur son territoire du massif de la Double saintongeaise, un massif classé à risque dans le plan départemental de protection des forêts contre les incendies (PDPFCI), élaboré pour la période 2017-2026 et qui fait suite à un plan 2007-2016. Les mesures individuelles de prévention contre les incendies sont précisées par divers arrêtés préfectoraux et s’appliquent dans les zones exposées aux incendies de forêt et à moins de 200 mètres de celles-ci. L’article L.131-1 du code forestier et l’arrêté du 2 décembre 2020 règlementent l'emploi du feu en interdisant notamment d’apporter du feu, de fumer et de jeter des mégots de cigarette dans les espaces sensibles et sur les voies qui les traversent sous peine de sanctions. Un autre arrêté du 2 décembre 2020 rend le débroussaillement obligatoire, incombant au propriétaire ou ayant droit,,,.

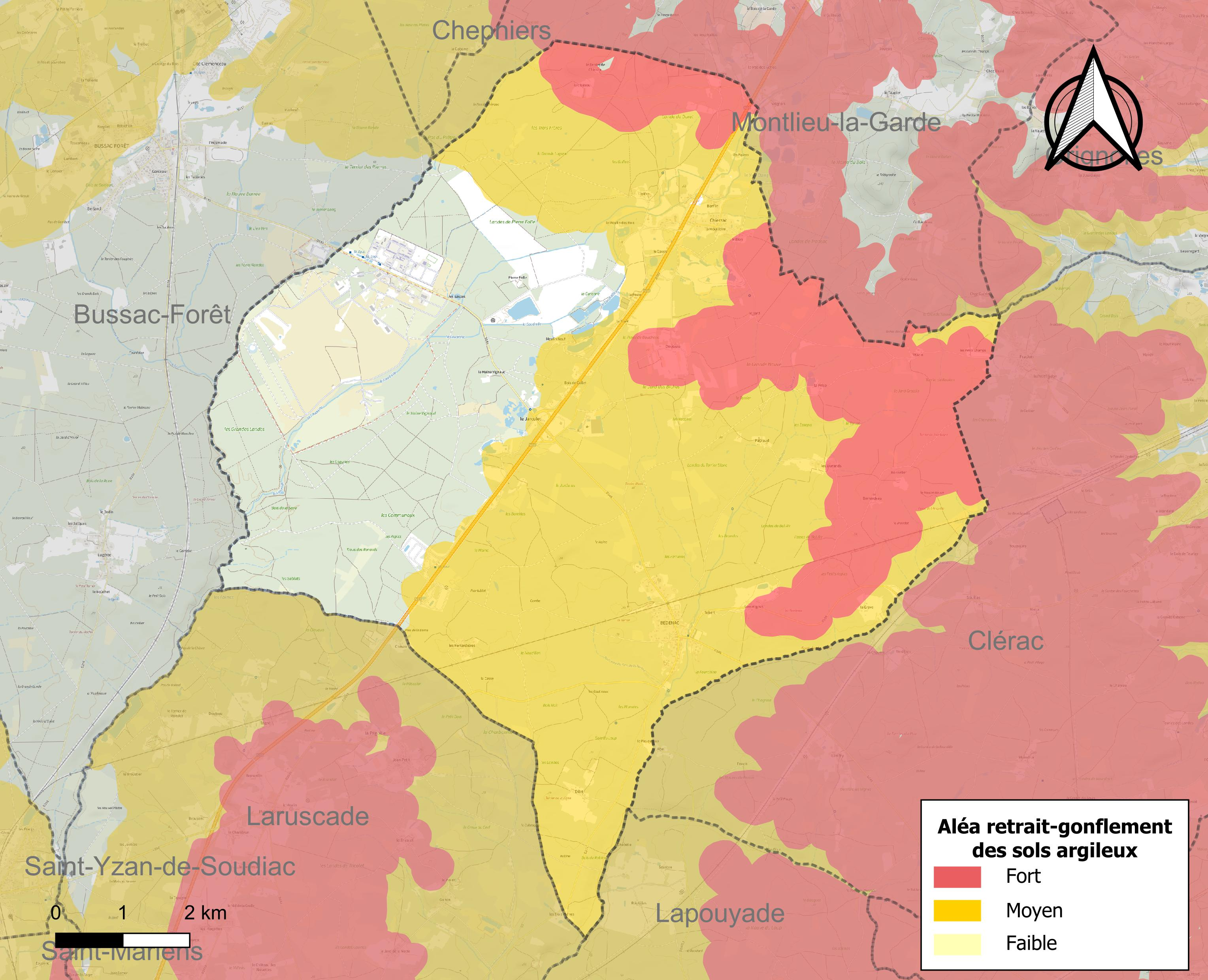
Carte des zones d'aléa retrait-gonflement des sols argileux de Bedenac.

Les mouvements de terrains susceptibles de se produire sur la commune sont des tassements différentiels.
Le retrait-gonflement des sols argileux est susceptible d'engendrer des dommages importants aux bâtiments en cas d’alternance de périodes de sécheresse et de pluie. 69,7 % de la superficie communale est en aléa moyen ou fort (54,2 % au niveau départemental et 48,5 % au niveau national). Sur les 274 bâtiments dénombrés sur la commune en 2019, 266 sont en aléa moyen ou fort, soit 97 %, à comparer aux 57 % au niveau départemental et 54 % au niveau national. Une cartographie de l'exposition du territoire national au retrait gonflement des sols argileux est disponible sur le site du BRGM,.
Par ailleurs, afin de mieux appréhender le risque d’affaissement de terrain, l'inventaire national des cavités souterraines permet de localiser celles situées sur la commune.
Concernant les mouvements de terrains, la commune a été reconnue en état de catastrophe naturelle au titre des dommages causés par la sécheresse en 2003 et par des mouvements de terrain en 1999 et 2010.

#### Risques technologiques
Le risque de transport de matières dangereuses sur la commune est lié à sa traversée par une ou des infrastructures routières ou ferroviaires importantes ou la présence d'une canalisation de transport d'hydrocarbures. Un accident se produisant sur de telles infrastructures est susceptible d’avoir des effets graves sur les biens, les personnes ou l'environnement, selon la nature du matériau transporté. Des dispositions d’urbanisme peuvent être préconisées en conséquence.

## Toponymie
Bedenac a pour origine le nom d'un propriétaire de domaine gallo-romain nommé Bitinus, suivi du suffixe -acum.
Le toponyme Chierzac vient de l'anthroponyme Ceretius, suivi du suffixe -acum.

## Histoire
Sur la route entre Paris et Bordeaux, une légende locale non documentée veut que la modeste commune de Bedenac ait connu la traversée du bourg par Anne d'Autriche[réf. nécessaire].
Entre 1795 et 1800, la commune de Bedenac a absorbé la commune de Cierzac, orthographié aussi Chierzac.

## Administration

### Liste des maires
| Période                                  | Période  | Identité             | Étiquette | Qualité                              |
| ---------------------------------------- | -------- | -------------------- | --------- | ------------------------------------ |
| ?                                        | 1941     | Rémy Listrat         | ?         | Révoqué par le Gouvernement de Vichy |
| 1994                                     | 2001     | Guy Gendre           | DVD       |                                      |
| 2001                                     | 2020     | Jean-Pierre Alléaume | DVD       | Retraité                             |
| 2020                                     | en cours | Alain Laparlière     | ED        | Gendarme retraité                    |
| Les données manquantes sont à compléter. |          |                      |           |                                      |

## Démographie

### Évolution démographique
L'évolution du nombre d'habitants est connue à travers les recensements de la population effectués dans la commune depuis 1793. Pour les communes de moins de 10 000 habitants, une enquête de recensement portant sur toute la population est réalisée tous les cinq ans, les populations de référence des années intermédiaires étant quant à elles estimées par interpolation ou extrapolation. Pour la commune, le premier recensement exhaustif entrant dans le cadre du nouveau dispositif a été réalisé en 2004.

En 2022, la commune comptait 689 habitants, en évolution de +0,88 % par rapport à 2016 (Charente-Maritime : +4,04 %, France hors Mayotte : +2,11 %).
| 1793 | 1800 | 1806 | 1821 | 1831 | 1836 | 1841 | 1846 | 1851 |
| ---- | ---- | ---- | ---- | ---- | ---- | ---- | ---- | ---- |
| 375  | 406  | 523  | 674  | 689  | 620  | 670  | 728  | 721  |

| 1856 | 1861 | 1866 | 1872 | 1876 | 1881 | 1886 | 1891 | 1896 |
| ---- | ---- | ---- | ---- | ---- | ---- | ---- | ---- | ---- |
| 673  | 636  | 686  | 624  | 597  | 597  | 614  | 584  | 538  |

| 1901 | 1906 | 1911 | 1921 | 1926 | 1931 | 1936 | 1946 | 1954 |
| ---- | ---- | ---- | ---- | ---- | ---- | ---- | ---- | ---- |
| 545  | 592  | 549  | 552  | 604  | 633  | 559  | 508  | 582  |

| 1962 | 1968 | 1975 | 1982 | 1990 | 1999 | 2004 | 2006 | 2009 |
| ---- | ---- | ---- | ---- | ---- | ---- | ---- | ---- | ---- |
| 553  | 475  | 437  | 431  | 494  | 509  | 532  | 548  | 618  |

| 2014 | 2019 | 2022 | - | - | - | - | - | - |
| ---- | ---- | ---- | - | - | - | - | - | - |
| 697  | 692  | 689  | - | - | - | - | - | - |

### Pyramide des âges
En 2018, le taux de personnes d'un âge inférieur à 30 ans s'élève à 26,7 %, soit en dessous de la moyenne départementale (29 %). À l'inverse, le taux de personnes d'âge supérieur à 60 ans est de 27,9 % la même année, alors qu'il est de 34,9 % au niveau départemental.
En 2018, la commune comptait 426 hommes pour 263 femmes, soit un taux de 61,83 % d'hommes, largement supérieur au taux départemental (47,85 %).
Les pyramides des âges de la commune et du département s'établissent comme suit.
| Hommes | Classe d’âge | Femmes |
| ------ | ------------ | ------ |
| 0,5    | 90 ou +      | 1,9    |
| 8,4    | 75-89 ans    | 10,7   |
| 18,3   | 60-74 ans    | 16,5   |
| 29,3   | 45-59 ans    | 19,5   |
| 20,8   | 30-44 ans    | 18,4   |
| 11,5   | 15-29 ans    | 13,4   |
| 11,3   | 0-14 ans     | 19,5   |

| Hommes | Classe d’âge | Femmes |
| ------ | ------------ | ------ |
| 1,1    | 90 ou +      | 2,6    |
| 10,1   | 75-89 ans    | 12,6   |
| 22     | 60-74 ans    | 23,2   |
| 20,1   | 45-59 ans    | 19,7   |
| 16,1   | 30-44 ans    | 15,6   |
| 15,2   | 15-29 ans    | 12,7   |
| 15,4   | 0-14 ans     | 13,6   |

## Économie
- Sylviculture
- Station essence, aire de service sur la nationale 10
- Centre pénitentiaire

## Équipements, services et vie locale
- École.
- Agence postale.
- Bibliothèque.

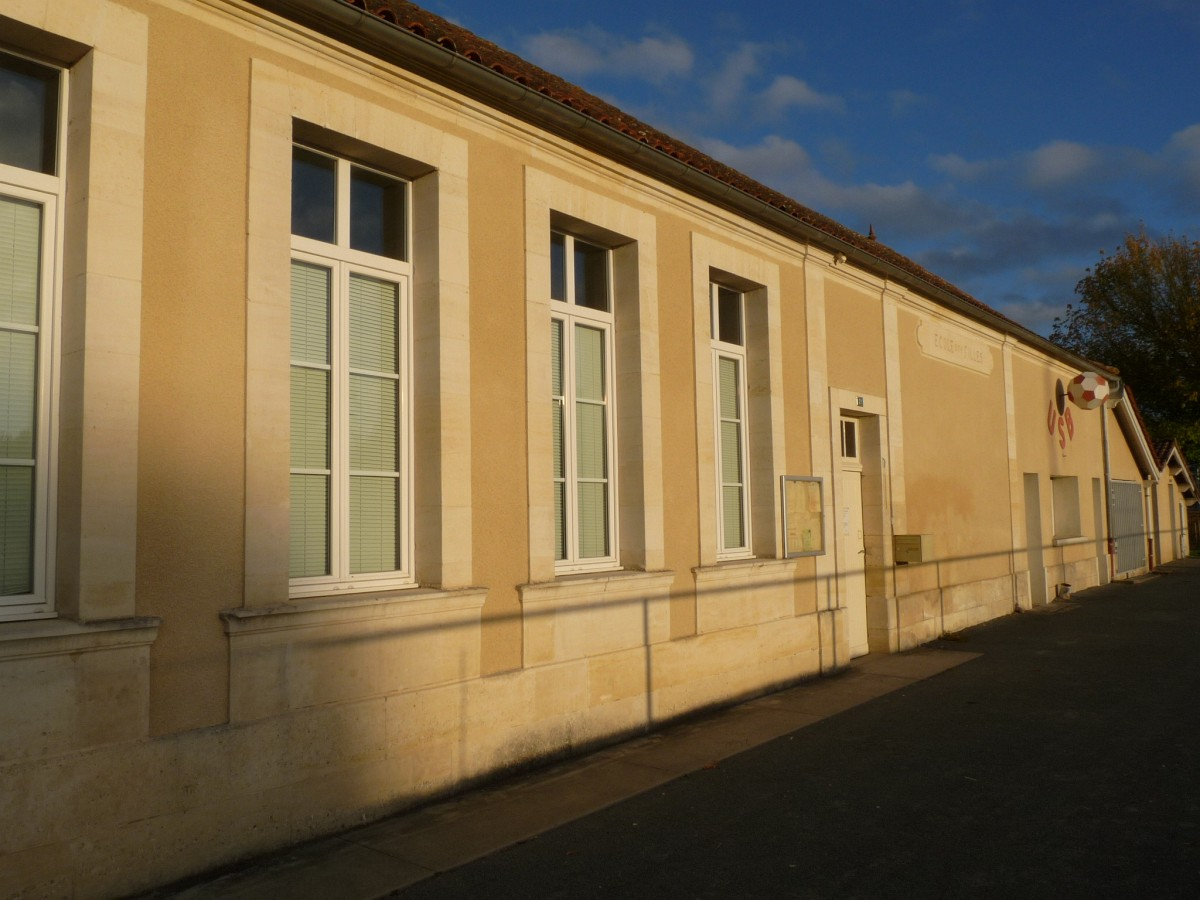
L'école et le club de football USB.
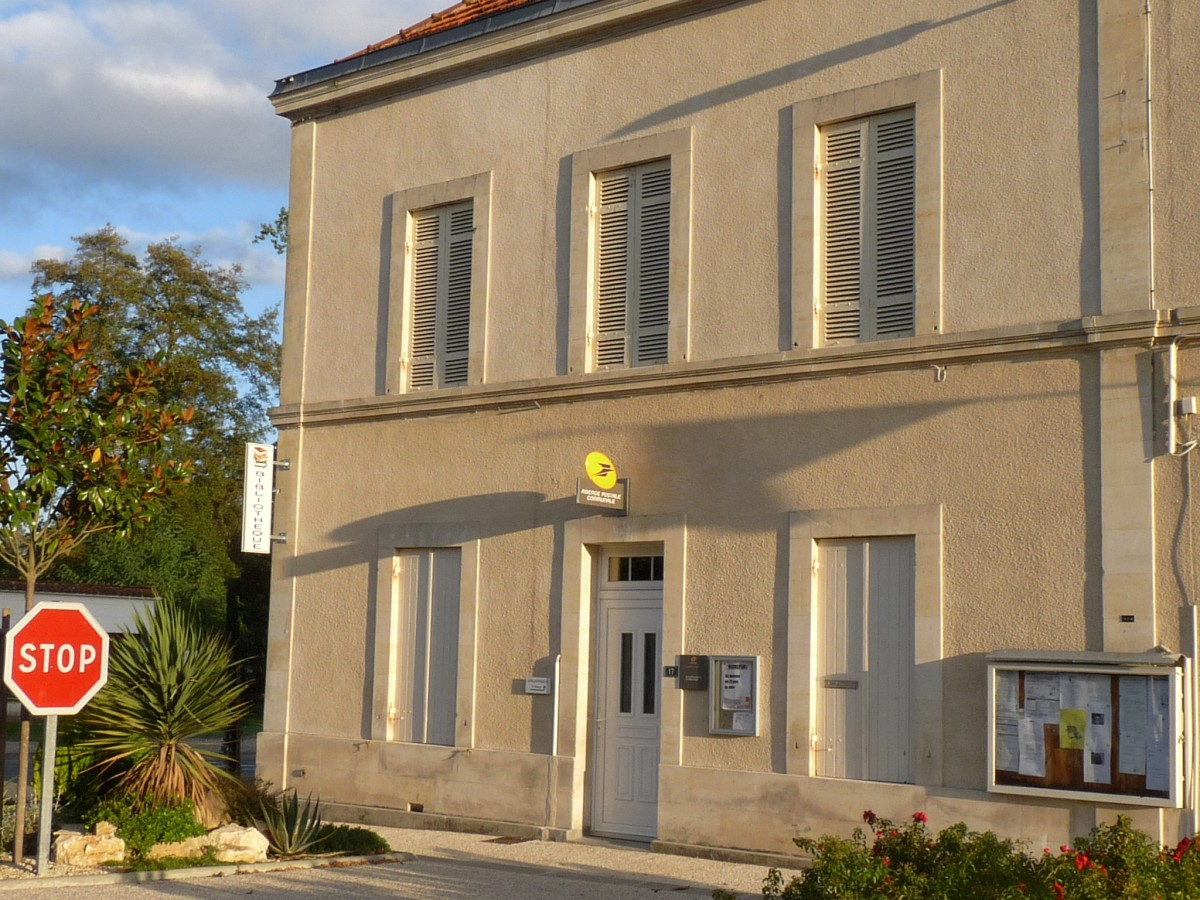
La poste et la bibliothèque.

## Culture locale et patrimoine

### Lieux et monuments

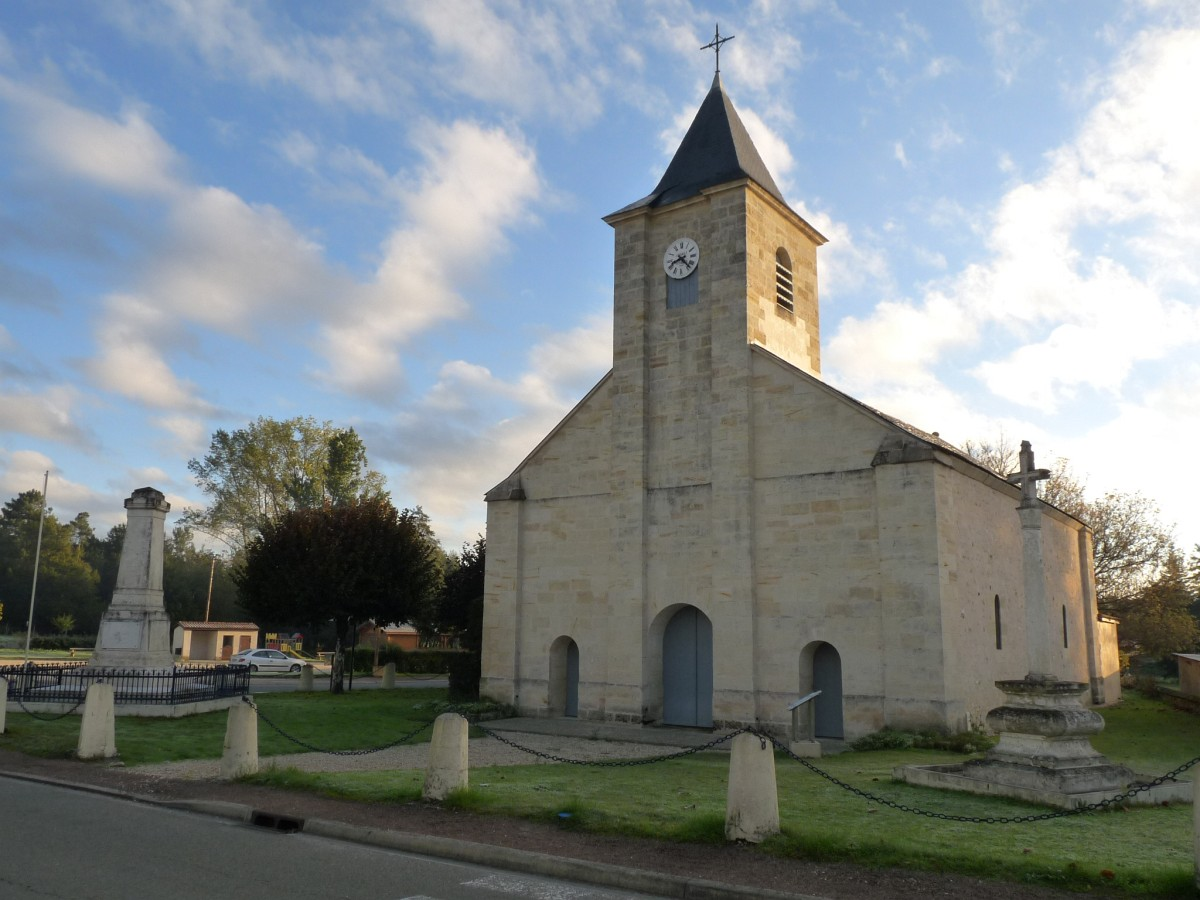
L'église, le monument aux morts et la croix de mission.

L'église de Bedenac est d'origine romane. Elle a été ruinée au XVIe siècle et aurait été reconstruite à la suite d'un vœu d'Anne d'Autriche[réf. nécessaire], épouse de Louis XIII, dont l'équipage aurait eu des difficultés dans la traversée du village, situé[réf. nécessaire] à l'époque sur la voie royale Paris-Madrid.
Devenue trop petite, elle fut rebâtie en 1854. Elle a la particularité d'avoir été construite sans aucune référence à une église de la région.

### Héraldique
| Blason de Bedenac | Blason  | Parti : au 1er d'or à un pin maritime coupé au naturel, au 2e d'azur à une mitre d'argent accompagnée de trois fleurs de lys d'or, le tout sommé d'un chef ondé de gueules chargé de trois chevrons alésés d'or rangés en fasce.                                             |
| Blason de Bedenac | Détails | Le pin maritime évoque une commune forestière, la mitre et les fleurs de lys sont les symboles de la Saintonge, le chef ondé représente le Meudon qui arrose la commune et les trois chevrons, les trois monts de la commune. Création Jean-François Binon, adoptée en 2021. |